# Lijst van E-wegen door België
Deze lijst geeft een overzicht van de Europese wegen die over Belgisch grondgebied lopen. Belgische autosnelwegen worden op de bewegwijzering niet met hun A-nummer aangeduid maar met het Europese E-nummer als ze zo een nummer hebben. Hun A-nummer is dan enkel (op klein formaat) zichtbaar op de kilometerborden opzij van de weg. Een E-weg loopt in België bijna altijd over verschillende A-wegen of trajecten er van; de meeste weggebruikers zullen dat echter niet opmerken en zullen enkel verwijzen naar het nummer van de gevolgde E-weg. Zo verloopt een rit van Gent naar Adinkerke (grens met Frankrijk) via de autosnelweg volledig langs de E40, die een deel van de A10 volgt tot het knooppunt Jabbeke en dan de A18 over zijn volledige lengte.
Als de weg niet het statuut van autosnelweg heeft in de zin van het verkeersreglement, kiest men ervoor het E-nummer nergens te vermelden op de bewegwijzering omdat die E-nummers te veel met autosnelwegen geassocieerd worden. Zo is de E46 bij de meeste weggebruikers onbekend, ook al loopt die voor 130 km door België van Luik tot de Franse grens bij Bouillon. Op de blauwe wegwijzers zal men dus enkel het N-traject aantreffen (voor de genoemde E46: de N63, de N4 en N89) Ook hier komt de andere benaming (het E-nummer) dan enkel voor met een klein logo op de kilometerborden.
|  | Snelweg | Steden                                                                                 | Nationale nummers    |
|  | ------- | -------------------------------------------------------------------------------------- | -------------------- |
|  | E17     | Antwerpen - Gent - Kortrijk - Cambrai Frankrijk                                        | A14                  |
|  | E19     | Breda Nederland - Antwerpen - Brussel - Bergen - Valenciennes Frankrijk                | A1 R1 R0 A7          |
|  | E25     | Maastricht Nederland - Luik - Bastenaken - Aarlen - Luxemburg                          | A25 A3 A602 A26 A4   |
|  | E34     | Knokke-Heist - Antwerpen - Eindhoven Nederland                                         | N49 A11 R1 A13 A21   |
|  | E40     | Calais Frankrijk - Oostende - Gent - Brussel - Luik - Aken Duitsland                   | A18 A10 R0 A3        |
|  | E42     | Rijsel Frankrijk - Bergen - Charleroi - Namen - Luik - Sankt Vith - Wittlich Duitsland | A8 A16 A7 A15 A3 A27 |
|  | E46     | Luik - Charleville-Mézières Frankrijk                                                  | N63 N4 N89           |
|  | E313    | Antwerpen - Luik                                                                       | A13                  |
|  | E314    | Leuven - Hasselt - Heerlen Nederland                                                   | A2                   |
|  | E403    | Zeebrugge - Brugge - Kortrijk - Doornik                                                | N31 A17              |
|  | E404    | Jabbeke - Zeebrugge                                                                    |                      |
|  | E411    | Brussel - Namen - Aarlen - Longwy Frankrijk                                            | A4                   |
|  | E420    | Nijvel - Charleroi - Reims Frankrijk                                                   | A54 N5               |
|  | E421    | Aken Duitsland - Sankt Vith - Luxemburg                                                | N68 N62              |
|  | E429    | Halle - Doornik                                                                        | N203a A8             |

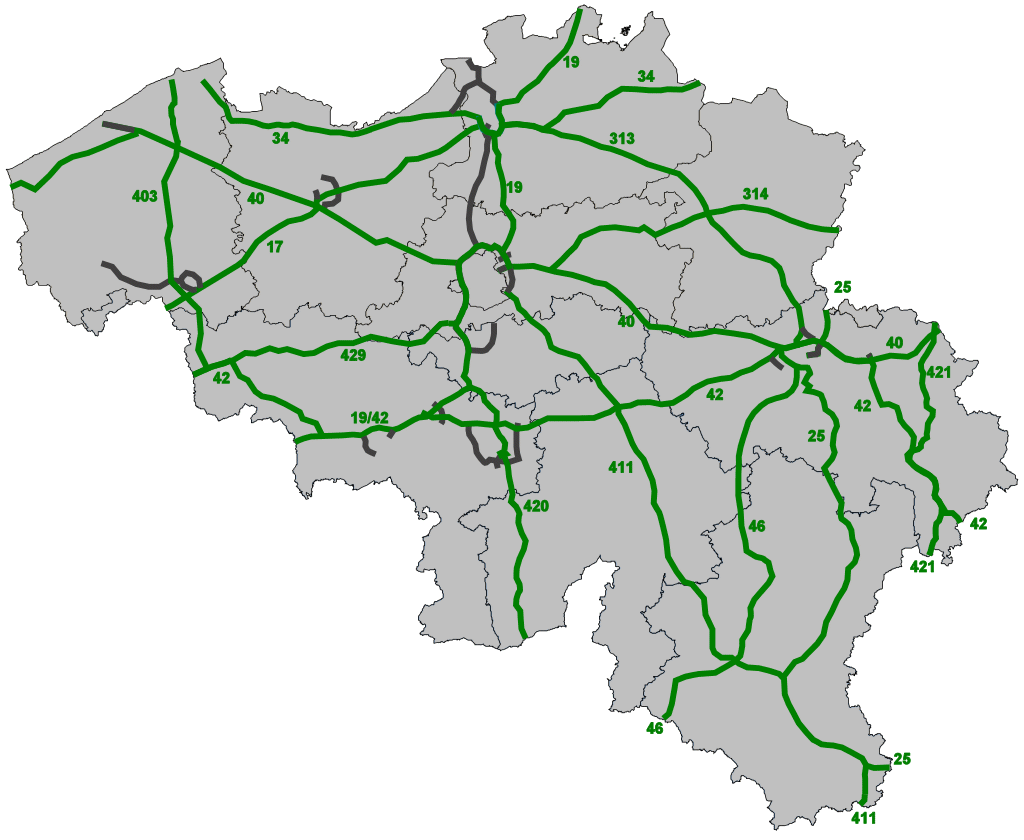
Europese wegen in België, in grijs autosnelwegen zonder E-nummer

Voor een geplande A-weg van Jabbeke naar Zeebrugge werd het E404-nummer gereserveerd. Dit project is echter definitief verlaten; het nummer dient nog uit het AGR-verdrag geschrapt te worden.
Er lopen door België maar twee zogenaamde referentiewegen (deze doorkruisen Europa van de ene uiterste grens tot de andere): de E40 is een referentieweg met oost-west-oriëntatie en de E25 met een noord-zuid-oriëntatie. Men kan dus zeggen dat Luik, op het kruispunt van deze twee wegen, de belangrijkste Belgische stad is op het vlak van Europese wegen.